# Rue de la Croix-Moreau
La rue de la Croix-Moreau est une voie du 18e arrondissement de Paris, en France.

## Situation et accès
La rue de la Croix-Moreau est une voie publique située dans le 18e arrondissement de Paris. Elle débute au 26, rue Tristan-Tzara, longe le jardin Rachmaninov et se termine au 23, rue Tchaïkovski.

## Origine du nom
Cette voie doit son nom d'un ancien lieu-dit. 

## Historique

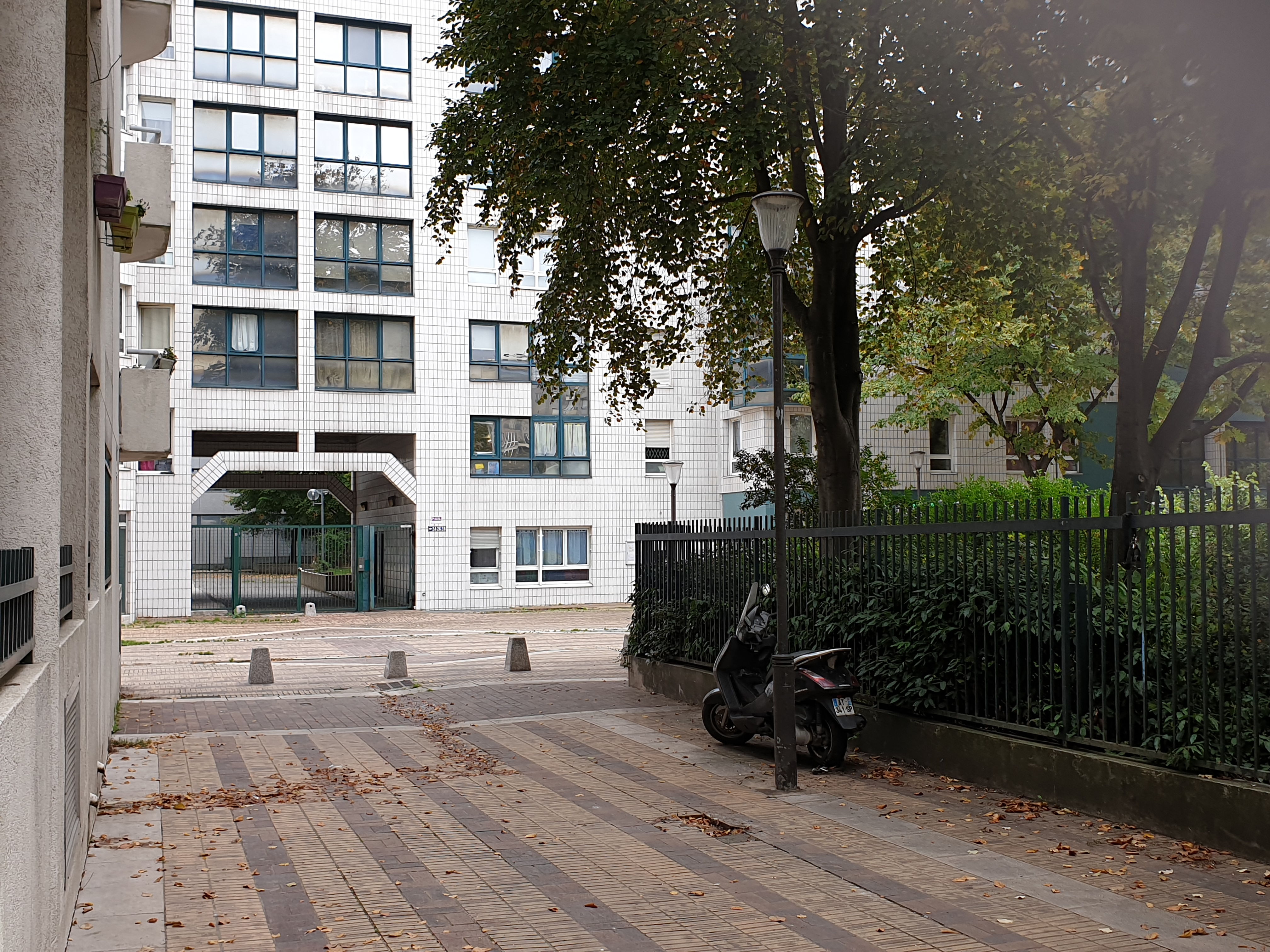
Rue de la Croix-Moreau, fin 2020.

Un acte du 15 mars 1307 mentionne un « Jehan Moreau », propriétaire de terrains situés à cet endroit. Plus tard, en 1704, sur le plan terrier figure un calvaire appelé « croix Moreau ».
Le « chemin de la Croix-Moreau » est l'ancien nom de la rue Ordener et de la rue des Portes-Blanches, de l'autre côté des voies de la gare du Nord. Ce chemin joignait Clignancourt au quartier de la Chapelle. La croix se trouvait au coin des rues de Clignancourt et Marcadet.
Comme la croix de l'Évangile, elle est située sur le chemin des Vertus, menant de l'église Saint-Denys de la Chapelle à l'église Notre-Dame-des-Vertus d'Aubervilliers.
L'actuelle rue de la Croix-Moreau est créée dans le cadre de l'aménagement de la ZAC Évangile sous le nom provisoire de « voie AL/18 » et prend sa dénomination actuelle par arrêté municipal du 31 mars 1989.

## Bâtiments remarquables et lieux de mémoire

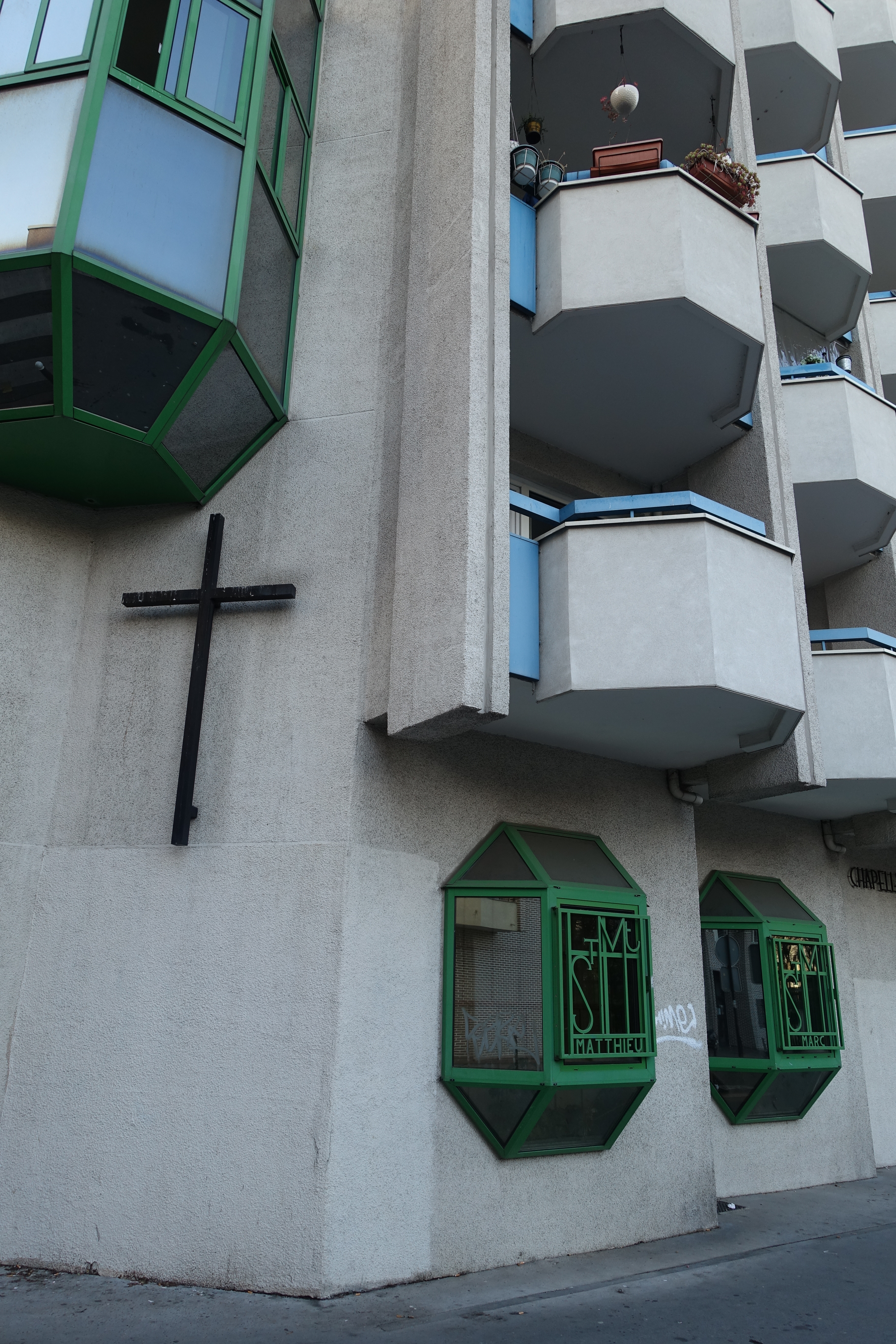
Paroisse orthodoxe bulgare Saint-Euthyme-de-Tarnovo.

- À l'angle de la rue de la Croix-Moreau et de la rue Tristan-Tzara se trouve la chapelle des Quatre-Évangélistes, dans un bâtiment construit en 1988. Cette chapelle, propriété de la communauté du Chemin-Neuf, est affectée à la paroisse orthodoxe bulgare Saint-Euthyme-de-Tarnovo[4],[5],[6].

Saint-Euthyme-de-Tarnovo, fêté le 20 janvier, était un théologien, fondateur de l'école de Tarnovo, foyer intellectuel de la Bulgarie médiévale.
- Le parc Chapelle-Charbon, de 6,5 hectares, en cours de création (2020) sur le site d'une ancienne gare de marchandises[8],[9].